# Berenice Abbott
Berenice Abbott (Springfield, 17 luglio 1898 – Monson, 9 dicembre 1991) è stata una fotografa statunitense.

## Gli anni giovanili
Figlia di Lillian Alice Bunn e Charles E. Abbott, sposatisi nel 1886 a Chillicothe, nacque a Springfield, nell'Ohio dove crebbe con la madre divorziata. Iniziò gli studi alla Ohio State University, che però abbandonò agli inizi del 1918.
Nello stesso anno si trasferì con i suoi amici dell'università al Greenwich Village di New York, dove venne ospitata dall'anarchico Hippolyte Havel. Condivise una grande casa nella Greenwich Avenue insieme ad altre persone, tra le quali la scrittrice Djuna Barnes, il filosofo Kenneth Burke, ed il critico letterario Malcolm Cowley. Mentre studiava scultura conobbe Man Ray e Sadakichi Hartmann. Nel 1919 rischiò di morire a causa della pandemia di influenza spagnola.
Anche se Abbott non discusse mai pubblicamente della sua sessualità, la relazione più lunga della sua vita fu con un'altra donna (Elizabeth McCausland), ed è stata descritta come una lesbica. All'inizio della sua carriera, all'interno della comunità artistica fu aperta rispetto alla sua sessualità, ma più tardi nel corso della sua vita, divenne più appartata e prudente.

## Europa: fotografia e poesia
Abbott si recò in Europa nel 1921, passando due anni a studiare scultura a Parigi e Berlino. In questo periodo adottò lo spelling francese del suo nome, "Berenice", su suggerimento di Djuna Barnes.
Oltre al suo lavoro nelle arti visive, pubblicò anche delle poesie nella rivista di letteratura sperimentale Transition.
Il suo interesse nella fotografia nacque nel 1923, quando Man Ray, che era alla ricerca di qualcuno che non sapesse assolutamente niente di fotografia e facesse quindi solo quello che gli veniva detto, la assunse come assistente alla camera oscura nel suo studio di Montparnasse. In seguito Abbott scrisse: "Mi avvicinai alla fotografia come un'anatra si avvicina all'acqua. Non ho mai voluto fare niente altro." Ray fu impressionato dai suoi lavori e le permise di usare il suo studio. Nel 1926 Abbott tenne la sua prima mostra personale (nella galleria "Au Sacre du Printemps") e avviò un suo studio, in Rue du Bac. Dopo un breve periodo passato a studiare fotografia a Berlino, fece ritorno a Parigi nel 1927 e avviò un secondo studio, in Rue Servandoni.
Berenice Abbott si concentrò sulle persone del mondo artistico e letterario: francesi (Jean Cocteau), espatriati (James Joyce), e persone di passaggio in città. Secondo Sylvia Beach, "Essere "fotografati" da Man Ray o Berenice Abbott significava che eri qualcuno". I lavori di Abbott vennero messi in mostra a Parigi assieme a quelli di Man Ray, Kertész e altri, nel "Salon de l'Escalier" — o più formalmente il "Premier Salon Indépendant de la Photographie", sulla scalinata del Théâtre des Champs-Élysées. La sua ritrattistica era insolita nelle mostre dei fotografi modernisti che si svolsero nel 1928-1929 a Bruxelles e in Germania.
Nei primi anni 1920 ebbe una relazione con l'artista Thelma Ellen Wood.
Nel 1925 venne introdotta da Man Ray alla fotografia di Eugène Atget diventandone una grande ammiratrice, più di quanto lo fossero Ray e la sua cerchia, e nel 1927 riuscì a convincerlo a posare per un ritratto. Atget morì poco tempo dopo. Anche se il governo aveva acquisito gran parte dei suoi archivi - Atget aveva venduto 2.621 negativi nel 1920, e il suo amico ed esecutore testamentario André Calmettes ne aveva venduti altri 2.000 subito dopo la sua morte - Abbott fu in grado di acquistare i negativi rimanenti nel giugno 1928, e iniziò rapidamente a lavorare alla loro promozione. Un primo e tangibile risultato fu nel 1930 il libro Atget, photographe de Paris, nel quale compare come redattore fotografico. Il lavoro di Abbott per far conoscere Atget sarebbe continuato fino alla vendita del suo archivio nel 1968. Oltre al suo libro The World of Atget (1964), fornì le fotografie per A Vision of Paris (1963), pubblicò un portfolio, Twenty Photographs, e scrisse dei saggi. Grazie ai suoi sforzi continui riuscì a far ottenere ad Atget  un riconoscimento internazionale.

## Changing New York
Berenice Abbott iniziò a documentare New York nel 1929. Nel 1935 si trasferì in un loft al Greenwich Village, con la critica d'arte Elizabeth McCausland, con la quale visse fino alla morte di questa nel 1965. Le due collaborarono a un lavoro sostenuto dal Federal Art Project e pubblicato nel 1939 in forma di libro col titolo di Changing New York. Usando una macchina fotografica a grande formato, Abbott fotografò New York City con la stessa attenzione ai dettagli e la diligenza che aveva appreso dalla carriera di Eugène Atget. La sua opera ha fornito una cronaca storica di molti edifici e isolati di Manhattan oggi demoliti.

## Opere scientifiche
Il suo stile fotografico diretto le permise di dare un importante contributo alla fotografia scientifica. Nel 1958 produsse una serie di fotografie per un libro di testo di fisica per le scuole superiori.
Abbott fu anche un'inventrice: nel 1947 creò la "House of Photography" per promuovere e vendere alcune delle sue invenzioni. Tra queste un cavalletto per distorsioni, che creava effetti insoliti nelle immagini sviluppate in camera oscura, e la lampada telescopica, nota a molti fotografi di studio con il nome di Autopole, alla quale possono essere collegate le luci a qualsiasi altezza. A causa del marketing carente, la House of Photography perse rapidamente soldi, e con la morte dei due designer, la società andò a picco.

## Oltre New York City
Nel 1934 Henry-Russell Hitchcock chiese ad Abbott di otografare due soggetti: l'architettura prebellica e l'architettura di H. H. Richardson.
Due decenni dopo Abbott, viaggiando con McCausland lungo la US 1 dalla Florida al Maine, realizzò oltre 2500 negativi sulle piccole cittadine e l'architettura legata all'automobile.
Poco dopo subì un intervento ai polmoni. Le venne detto che a causa dell'inquinamento dell'aria sarebbe stato nel suo interesse allontanarsi da New York. Comprò una casa diroccata nel Maine per soli mille dollari e vi rimase fino alla sua morte nel 1991.
Il suo lavoro di fotografie nel Maine continuò anche dopo la fine di quel progetto e il suo trasferimento in quello stato, e produsse il suo ultimo libro A Portrait of Maine (1968).

## Approccio alla fotografia
Abbott fece parte del movimento della straight photography, che sottolineava l'importanza di avere fotografie non manipolate né per quanto riguarda il soggetto, né per quanto riguarda il processo di sviluppo. Era inoltre contro i pittorialisti come Alfred Stieglitz,  che avevano guadagnato molta popolarità durante un notevole periodo della sua carriera.
Nel corso di tutta la sua carriera, la fotografia della Abbott consistette molto nel mettere in mostra l'aumento dello sviluppo nella tecnologia e nella società. Le sue opere documentano e lodano il panorama di New York. Tutto ciò fu guidato dalla sua convinzione che un'invenzione moderna come la macchina fotografica meritasse di documentare il XX secolo.

## Fotografie notevoli
- Under the El at the Battery, New York, 1936.
- Nightview, New York, 1932.
- James Joyce, 1928.

## Opere

### Libri fotografici di Berenice Abbott
- New York anni trenta, Ed. F. Motta. Testi di Naomi Rosenblum e Italo Zannier.
- Changing New York. New York: Dutton, 1939. Con testi di Elizabeth McCausland.
  - Ristampa: New York in the Thirties, as Photographed by Berenice Abbott (New York: Dover, 1973).
  - Edizione ampliata e annotata: Bonnie Yochelson, ed., Berenice Abbott: Changing New York (New York: New Press and the Museum of the City of New York, 1997; ISBN 1-56584-377-0).
- Greenwich Village: Yesterday and Today. New York: Harper, 1949. Con testi di Henry Wysham Lanier.
- A Portrait of Maine. New York: Macmillan, 1968. Con testi di Chenoweth Hall.

### Altri libri di, o con un importante contributo di, Berenice Abbott
- Atget, photographe de Paris. Parigi: Henri Jonquières; New York: E. Weyhe, 1930. (Come redattrice fotografica)
- The Attractive Universe: Gravity and the Shape of Space. Cleveland: World, 1969. Con testi di Evans G. Valens.
- A Guide to Better Photography. New York: Crown, 1941. Edizione rivista: New Guide to Better Photography (New York: Crown, 1953).
- Magnet. Cleveland: World, 1984. Con testi di Evans G. Valens.
- Motion. London: Longman Young, 1965. Con testi di Evans G. Valens.
- Twenty Photographs by Eugène Atget 1856–1927.
- The View Camera Made Simple. Chicago: Ziff-Davis, 1948.
- A Vision of Paris: The Photographs of Eugène Atget, the Words of Marcel Proust. New York: Macmillan, 1963. Rivista da Arthur D. Trottenberg.
- The World of Atget. New York: Horizon, 1964. (Ed edizioni successive.)

### Antologie
- Berenice Abbott. Aperture Masters of Photography. New York: Aperture, 1988.
- Berenice Abbott, fotografie / Berenice Abbott: Photographs. Venezia: Ikona, 1986.
- Berenice Abbott: Photographs. New York: Horizon, 1970.
- Berenice Abbott: Photographs. Washington, D.C.: Smithsonian Institution Press, 1990.
- O'Neal, Hank. Berenice Abbott: American Photographer. New York: McGraw-Hill, 1982. Titolo britannico: Berenice Abbott: Sixty Years of Photography. Londra: Thames & Hudson, 1982.
- Van Haaften, Julia, ed. Berenice Abbott, Photographer: A Modern Vision. New York: New York Public Library, 1989. ISBN 0-87104-420-X
- Van Haaften, Julia, Berenice Abbott, a life in photography, New York: Norton, 2018, ISBN 978-0393292787